# Clark Mills (skulptör)

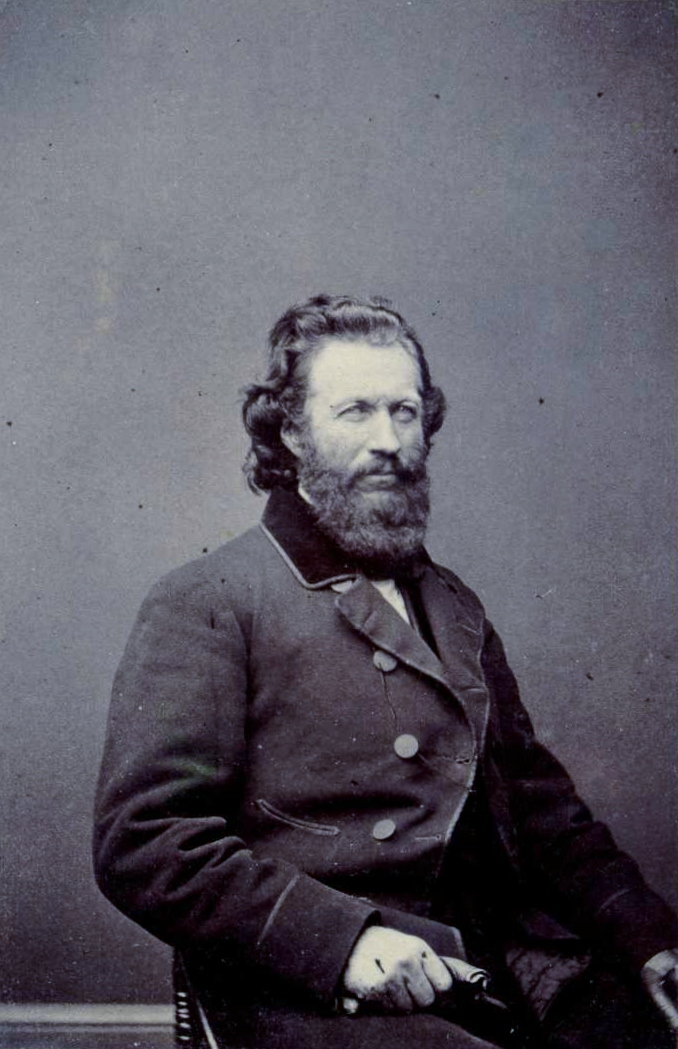
Clark Mills.

Clark Mills, född 13 december 1815 i Onondaga County, New York, död 12 januari 1883, var en amerikansk skulptör.
Mills började som stuckaturarbetare, men företog sig 1835 att modellera i lera samt vann 1846 guldmedalj för en byst. Av kongressen fick han i uppdrag att utföra general Jacksons ryttarstaty (1853 i New Orleans). Dessutom utförde han Washingtons staty i staden med samma namn (1860) samt, efter en teckning av Crawford, Frihetsgudinnan på Kapitolium där.